# Dolga dlanska mišica
Dolga dlanska mišica (latinsko musculus palmaris longus) je mišica podlakti. Izvira iz medialnega epikondila nadlahtnice ter se narašča na palmarno aponevrozo roke (aponeurosis palmaris).
Funkcija mišice je volarna fleksija, pronacija podlakti in sodelovanje pri fleksiji v komolčnem sklepu.
Oživčuje jo živec medianus (C7 in C8).